# Trabowicze
Trabowicze (biał. Трабавічы, Trabawiczy; ros. Трабовичи, Trabowiczi) – wieś na Białorusi, w obwodzie brzeskim, w rejonie lachowickim, w sielsowiecie Żerebkowicze.

## Historia
W XIX i w początkach XX w. położone były w Rosji, w guberni mińskiej, w powiecie nowogródzkim, w gminie Darewo.
W dwudziestoleciu międzywojennym leżały w Polsce, w województwie nowogródzkim, w powiecie baranowickim, w gminie Darewo. W 1921 miejscowość liczyła 184 mieszkańców, zamieszkałych w 33 budynkach, wyłącznie Białorusinów wyznania prawosławnego.
Po II wojnie światowej w granicach Związku Sowieckiego. Od 1991 w niepodległej Białorusi.